# 植田博樹
植田 博樹（うえだ ひろき、1967年2月3日 - ）は、日本のドラマプロデューサー。TBSテレビコンテンツ制作局ドラマ制作部所属エキスパート部長。兵庫県出身。プロデュース作の映画『恋愛寫眞』のヒロインと同名の里中 静流（さとなか しずる）名義で脚本も手がける。

## 来歴・人物
京都大学法学部卒業。1990年にTBS入社する。編成局を経て、ドラマを担当する制作1部に配属される。
主にテレビドラマのプロデューサーを務めている。貴島誠一郎の弟子として知られており、1990年代前半はプロデューサーを担当するドラマの多くで、貴島とタッグを組んで製作にあたっていた。貴島が企画し温めてきた『ビューティフルライフ』は貴島が異動になったため、植田が企画を引き継いだという。この作品は最終回に平均視聴率41.3%、瞬間最高視聴率47.0%を記録するなど大成功となった。
映画化もされた堤幸彦演出の刑事ドラマ『ケイゾク』、およびその世界観を引き継いだ『SPEC〜警視庁公安部公安第五課 未詳事件特別対策係事件簿〜』のプロデューサーとして知られる。
2000年代後半プロデュースの作品には、『タイヨウのうた』、『地獄の沙汰もヨメ次第』、『孤独の賭け〜愛しき人よ〜』、『本日も晴れ。異状なし』、映画『包帯クラブ』、『自虐の詩』などがある。
TBSでも同期である合田隆信と元フジテレビゼネラルプロデューサーの小松純也は京都大学の同期である。また、フジテレビプロデューサーの鈴木吉弘と石井浩二は京都大学の映画サークルの後輩にあたる。
漫画家のさくらももこと親交がある。小学館の編集者江上英樹らとともに、さくら命名の「男子の会」のメンバーであり、彼らとインドネシアのバリ島に植田の名を冠した焼きそば屋を開店した。
2013年7月1日より、TBSのエキスパート職プロデューサーとなった。
定年までの任期を残し2023年末をもってTBSを退社した。

## 作品

### テレビドラマ
特記のないものはすべてTBSテレビ。

#### プロデューサー
- 総理大臣誘拐される（1991年）
- 私の運命（1994年）
- ジューン・ブライド（1995年）
- 織田信長 天下をとったバカ（1998年）
- Y氏の隣人あなたの願いかなえます…不思議な隣人がもたらす誘惑と恐怖（1998年）
- ケイゾク（1999年）
  - ケイゾク／特別篇・PHANTOM〜死を契約する呪いの樹〜（1999年）
- L×I×V×E（1999年）
- コワイ童話 みにくいアヒルの子（1999年）
- 悪いオンナ プレイヤー（1999年）
- ビューティフルライフ（2000年）
- ブラック・ジャック（2000年）
  - ブラック・ジャックII・天才女医のウエディングドレス（2000年）
  - ブラック・ジャックIII（2001年）
- 真夏のメリークリスマス（2000年）
- QUIZ（2000年）
- Love Story（2001年）
- ハンドク!!!（2001年）
- First Love（2002年）
- 愛なんていらねえよ、夏（2002年）
- GOOD LUCK!!（2003年）
- あなたの人生お運びします（2003年）
- オレンジデイズ（2004年）
- 輪舞曲（2006年）
- タイヨウのうた（2006年）
- トリプル・キッチン（2006年）
- 孤独の賭け〜愛しき人よ〜（2007年）
- 地獄の沙汰もヨメ次第（2007年）
- SCANDAL（2008年）
- 本日も晴れ。異状なし（2009年）
- 特上カバチ!!（2010年）
- SPEC〜警視庁公安部公安第五課 未詳事件特別対策係事件簿〜シリーズ
  - SPEC〜警視庁公安部公安第五課 未詳事件特別対策係事件簿〜（2010年）
  - SPEC〜翔〜（2012年）
  - SPEC〜零〜（2013年）
  - SPECサーガ黎明篇「サトリの恋」（2018年、Paravi）
  - SPECサーガ黎明篇「Knockin’on 冷泉’s SPEC Door」〜絶対預言者 冷泉俊明が守りたかった幸福の欠片〜（2021年、Paravi）
- 華和家の四姉妹（2011年）
- ブラックボード〜時代と戦った教師たち〜（2012年）
- ATARU（2012年）
- 永沢君（2013年）
- 安堂ロイド〜A.I. knows LOVE?〜（2013年）
- 家族狩り（2014年）
- まっしろ（2015年）
- ヤメゴク〜ヤクザやめて頂きます〜（2015年）
- 神の舌を持つ男（2016年）
- IQ246〜華麗なる事件簿〜（2016年）
- アンナチュラル（2018年）
- SICK'S 〜内閣情報調査室特務事項専従係事件簿〜（Paravi） - 兼・企画[6]
  - SICK'S 恕乃抄（2018年4月 - 8月）
  - SICK'S 覇乃抄（2019年3月 - 5月）
  - SICK'S 厩乃抄（2019年9月 - 11月）
- リコカツ（2021年）
- 夕暮れに、手をつなぐ（2023年）
- Get Ready!（2023年）

#### 企画・編成
- Stand Up!!（2003年）
- 愛の劇場（2003 - 2004年）
  - すずがくれた音 (2004年)
- それは、突然、嵐のように…（2004年）
- 逃亡者 RUNAWAY（2004年）
- 赤い疑惑（2005年）
- 27歳の夏休み（2005年）
- 華麗なる一族（2007年）
- A LIFE〜愛しき人〜（2017年）

#### プロデューサー補
- ダブル・キッチン（1993年）
- 誰にも言えない（1993年）
- もしも願いが叶うなら（1994年）
- 長男の嫁（1994年）

#### 演出補
- ずっとあなたが好きだった（1992年）

### 映画
- ケイゾク/映画 Beautiful Dreamer（2000年）
- 恋愛寫眞（2003年）
- 包帯クラブ（2007年）
- 自虐の詩（2007年） - 脚本も担当（里中静流名義・関えり香と共同）
- 劇場版 SPEC〜天〜（2012年）
- 劇場版 ATARU THE FIRST LOVE & THE LAST KILL（2013年）
- 劇場版 SPEC〜結〜 漸ノ篇/爻ノ篇（2013年）
- RANMARU 神の舌を持つ男（2016年）

## 書籍
- ぼくらがドラマをつくる理由（北川悦吏子ほかと共著）角川書店〈角川oneテーマ21〉、2001年 ISBN 4-04-704018-5
- SPEC〜零〜（里中静流名義、漫画版脚本・ノベライズ原作）
  - （漫画・了春刀）角川書店〈カドカワコミックス・エース〉、全1巻、2012年、ISBN 978-4-04-120238-8
  - （ノベライズ・豊田美加）角川書店〈角川文庫〉、ISBN 978-4-04-100228-5